# Luz Valdenebro
Luz Valdenebro Jiménez (Córdoba, 11 de marzo de 1975) es una actriz española. Conocida por su papel de Bárbara en Hispania, la leyenda, Aurora en Seis Hermanas,  Sofía Alarcón en la serie Gran Hotel y la abogada Cristina Martínez en Amar es para siempre, donde estuvo desde 2019 hasta 2023. En marzo de 2024 regresó a la serie con motivo del final. Además, en 2018, interpretó a Dolores Arribas en Estoy vivo.

## Filmografía

### Cine
- Balada triste de trompeta (2010) de Álex de la Iglesia - como Mª Ángeles
- Bajo las estrellas (2007) de Félix Viscarret - como Pauli
- Mejor solo (2007) de Jorge Dantart
- Corrientes circulares (2005) de Mikel Alvariño - como treintañera
- Mirar es un pecado (2001) de Nicolás Melini.

### Televisión
| Año             | Serie                               | Personaje                       | Cadena              | Notas                                          |
| 2001            | Periodistas                         |                                 | Telecinco           | 1 episodio                                     |
| 2001            | Policías, en el corazón de la calle | Merche                          | Antena 3            | 2 episodios                                    |
| 2002            | Padre coraje                        | Mari Carmen                     | Antena 3            | Miniserie, 3 episodios                         |
| 2005            | El camino de Víctor                 | Enfermera                       | Canal Sur y TV3     | TV movie, Dir. Dácil Pérez de Guzmán           |
| 2006            | Hospital Central                    | Natalia                         | Telecinco           | 1 episodio                                     |
| 2006            | Los simuladores                     |                                 | Cuatro              | 1 episodio                                     |
| 2007            | Qué follón de familia               | Mercedes                        | FORTA               | Sketches dentro del programa Noche Sensacional |
| 2009            | El internado                        | Valentina León                  | Antena 3            | 6 episodios                                    |
| 2009            | No estás sola, Sara                 | Marina                          | La 1                | TV movie, Dir. Carlos Sedes                    |
| 2009            | Paquirri                            | Isabel Pantoja                  | Telecinco           | Miniserie, 2 episodios                         |
| 2010            | Hispania, la leyenda                | Bárbara                         | Antena 3            | 5 episodios                                    |
| 2011            | Ángel o demonio                     | Azucena                         | Telecinco           | 5 episodios                                    |
| 2011            | Estudio 1                           | Varios personajes               | La 2                | 1 episodio                                     |
| 2011-2013       | Gran Hotel                          | Sofía Alarcón                   | Antena 3            | 39 episodios                                   |
| 2012            | Aída                                | Carmen                          | Telecinco           | 1 episodio                                     |
| 2014            | Un cuento de navidad                | Directora de personal           | La 1                | TV movie, Dir. Sílvia Quer                     |
| 2015-2016       | Seis hermanas                       | Aurora Alarcón                  | La 1                |                                                |
| 2018            | Estoy vivo                          | Lola Arribas                    | La 1                | 10 episodios                                   |
| 2019            | Servir y proteger                   | Isabel Azcárate                 | La 1                | 4 episodios                                    |
| 2019            | Circular                            | Inma Rosales                    | Playz               | 4 episodios                                    |
| 2019-2023; 2024 | Amar es para siempre                | Cristina "Cris" Martínez Covián | Antena 3            | 943 episodios                                  |
| 2020            | Luimelia                            | Lucía                           | Atresplayer Premium | 1 episodio                                     |

### Teatro
- Don Juan Tenorio, producción de Ron Lalá, dirigido por Yayo Cáceres (2018-2019)
- El jurado de Avanti Teatro, dirigido por Andrés Lima (2016)
- La distancia de Bacantes Teatro, dirigido por Pablo Messiez (2016)
- On Golden Pond de Ernest Thompson. (2013)
- Dos claveles de Álvaro Tato, para Microteatro por Dinero. (2013)
- Urtain de Juan Cavestany, para CDN y Animalario. (2008)
- El bateo y De Madrid a París, programa doble de Zarzuela por Teatro de la Zarzuela y Animalario. (2008)
- Marat/Sade de Peter Weiss, para CDN y Animalario. (2007)
- La Lozana andaluza CAT. (2000)

## Premios otorgados
- "Premio Andalesgai a la visibilidad 2015", junto con su compañera de reparto Candela Serrat, por sus papeles en la serie Seis hermanas.[1]

## Vida privada
En mayo de 2023 se casó con el también actor Fran Perea tras 14 años de relación.